# 首爾大學醫院
首爾大學醫院（韓語：서울대학교병원）是一家位於韓國首爾特別市鐘路區的综合医院，該醫院也是首爾大學医学院的教学医院。
首爾大學醫院由以下分支機構组成：
| 分支機構名称           | 地点         | 类型           | 急诊科 |
| ---------------------- | ------------ | -------------- | ------ |
| 首尔大学医院总院       | 首尔鐘路區   | 綜合、教学     | 是     |
| 首尔大學医院儿童医院   | 首尔鐘路區   | 儿科、教学     | 是     |
| 首尔大学医院癌症医院   | 首尔鐘路區   | 专科、癌症     | 不     |
| 首尔大学医院盆唐分院   | 京畿道城南市 | 綜合、教学     | 是     |
| 首尔大学醫院波拉美分院 | 首尔铜雀區   | 綜合、教学     | 是     |
| 首尔大学医院江南中心   | 首尔江南區   | 专业、医疗保健 | 不     |

## 历史
該醫院的歷史可以追溯到1885年成立的廣惠院，後來又改制為濟衆院、廣濟院、大韓醫院，1946年改制为首尔大学医学院牙科医院，1978年7月改组为首尔大学医院。